# D-Day (band)
D-Day (ca. 1979) var et dansk melodisk punkband, der spillede en hvis rolle på den tidlige danske punkscene. Bandets første dokumenterede liveoptræden var den 1. juni 1979 til en koncert i Valby, der muligvis var deres debut. D-Day spillede bl.a. til den legendariske punkfestival Concert of the Moment i Saltlageret i København den 9. november 1979, og medvirker på det efterfølgende udsendte live-album med numrene "Gimme Back My Revolution" og "Goodbye Song".
D-Day spillede bl.a. til arrangementet "Støttefest for ASO" den 1. september 1979 sammen med bl.a. punkbandene Elektrochok, Gate Crashers og Prügelknaben. Bandet har ved andre lejligheder spillet sammen med andre tidlige danske punkbands som Sods, Bollocks og You-X (City-X).
Bandets faste medlemmer var James Bjørnholt Larsen (guitar og vokal, også i UCR og Fahrenheit), Jan Mad (Jan Gerner Jönsson, guitar, også i Fahrenheit), Frank Larsen (bas) og Allan Bo Jensen (trommer).
Eddie Haircut fra bl.a. bands som Brats og Elektrochok spillede trommer som stand-in for Allan Bo Jensen med D-Day til Concert of the Moment, der også blev bandets sidste koncert.

## Diskografi
- Concert of the Moment – compilation, 3LP (Irmgardz – Irmg 002) 1980
- Concert of the Moment – MC x 2 (Irmgardz – IRMG K502) 1980